# Taniboca
Nota: taniboca também pode ser a Terminalia grandis e a B. tetraphylla.
A taniboca (Terminalia viridiflora) é uma árvore brasileira encontrada na região norte, podendo ser conhecida popularmente por tanibuca/taninbuca.

## Características
Tronco reto. Cerne e alburno pouco distintos, cerne marrom-amarelado, alburno marrom-muito claro. Camadas de crescimento pouco distintas. Madeira dura ao corte, de cheiro imperceptível.
O arbusto pode crescer até se tornar uma árvore de 2 a 55 metros de altura. Suas folhas têm tamanho de (2−)3−9(−10,5) × 1,5−4,5(−5,5) cm e são cartáceas a coriáceas, com lâminas elípticas ou obovais, ápice arredondado, agudo, obtuso ou acuminado e base cuneada. A face adaxial e abaxial pode variar entre esparso pubescente e glabrescente, com tricomas hialinos. A nervação é eucamptódroma-broquidódroma ou broquidódroma, com (3−)4−7 pares de nervuras secundárias. O pecíolo tem comprimento de 0,4−2 cm e é pubescente, com glândulas ausentes. A inflorescência é uma espiga alongada de 2−7,5 cm de comprimento, axilar e bissexual. A flor bissexual tem tamanho de 3−4,5 mm e um hipanto inferior que mede 1,5−2,2 mm, além de um hipanto superior de 1−1,5 mm. O fruto é uma pseudodrupa elíptica de 1,3−2,4 × 0,7−1,3 cm, coriácea, pubérula a glabrescente.

## Ocorrência
Na Amazônia brasileira, boliviana, venezuelana e das Guianas.
Domínios Fitogeográficos: Amazônia. Tipo de Vegetação: Floresta Ombrófila (Floresta Pluvial). Distribuição Geográfica: Ocorrências confirmadas no Norte (Acre, Amazonas, Amapá, Pará, Roraima) e possíveis ocorrências no Norte (Rondônia).